# Viaje por el cuerpo
Viaje por el cuerpo es una película argentina dramática coescrita y dirigida por Jorge Polaco. El nombre original del film iba a ser "Durero".

## Sinopsis
Revelándose contra el mandato familiar, Alberto sólo desea volcar en la fotografía su vocación de voyeur. Cuando su madre lo echa del hogar viaja a Buenos Aires. Allí, y en un burdel, encuentra el amor en una mujer ciega que cambiará su vida.